# Sitio de Coria (1142)
El segundo sitio de Coria llevado a cabo por el Alfonso VII de León el Emperador empezó a comienzos de mayo de 1142 y finalizó con la capitulación y toma de la ciudad en junio del mismo año.

## Antecedentes

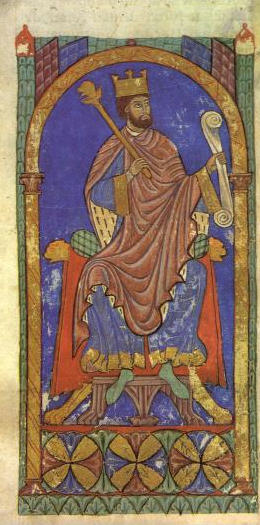
Alfonso VII tomó parte en las operaciones

La Crónica de Alfonso III menciona una posible toma temporal de la ciudad por dicho monarca junto a otros lugares al sur del Sistema Central, siendo sin embargo su motivación probablemente habría sido la de profundizar en la despoblación del territorio más que la de conquistarlo. Fue conquistada por Alfonso VI en septiembre de 1079, en un movimiento estratégico del monarca que le sirvió creó para crear una cuña que amenazaba a las importantes ciudades musulmanas de Toledo y Badajoz, previo a la conquista de Toledo en 1085. Fue mantenida como plaza cristiana, de manera precaria, hasta 1110-1113, cuando pasó a manos almorávides tras la muerte de Alfonso VI en 1109. Alfonso VII había asediado la ciudad — la plaza más importante entre el Sistema Central y el Tajo en el ámbito de expansión leonesa— en vano en julio de 1138, operación militar durante la cual su general Rodrigo Martínez falleció en combate.

## Asedio
El éxito del sitio 1142 marcó el comienzo de una serie de operaciones militares que caracterizaron la parte final del reinado de Alfonso VII, durante la cual el emperador lideró en persona por lo menos ocho expediciones en territorio musulmán.
La fuente principal que documenta el asedio es el segundo libro de la Chronica Adefonsi imperatoris, que sitúa temporalmente el asedio «dos años y seis meses después de la captura de Oreja». La respuesta inicial de la población de Coria, tanto almorávides como los musulmanes locales, fue la de fortificar las puertas de la ciudad impidiendo la entrada o la salida con una "resistente muralla de refuerzo". Aunque las armas de asedio habían sido usadas en el sitio anterior cuatro años antes, en 1142 fueron más eficaces:

[Alfonso] ordenó a sus ingenieros que construyeran una torre de madera que se elevara por encima de las murallas de la ciudad, además de maquinaria de asedio, catapultas y pluteos con los que comenzó a debilitar las murallas y destruir las torres.

La península ibérica hacia 1150 —aunque solo unos pocos años después del asedio ya refleja el desmoronamiento del imperio almorávide en favor de los almohades—; Coria está cerca de la frontera musulmana marcada por el río Tajo y de la frontera con el joven Reino de Portugal

Desafortunadamente para las fuerzas de defensa la hambruna atacó. El asedio todavía estaba en curso el 6 de junio cuando, desde el lugar donde estaba acampado, Alfonso otorgó la villa de Fradejas a la diócesis de Zamora. El fuero de dicha concesión atestigua que Ponce Giraldo de Cabrera —posiblemente señor de la cercana Salamanca y recientemente nombrado príncipe de Zamora— y Ponce de Minerva estaban presentes en el sitio. Con el incremento de las muertes y la inanición de los asediados, los almorávides ofrecieron a Alfonso lo siguiente: si en un periodo de treinta días no pudieran conseguir apoyo desde el exterior, capitularían la ciudad con todos sus cautivos y riquezas. Se solicitó auxilio a destacados dirigentes de Al Ándalus como el emir almorávide y los gobernadores de Sevilla y Córdoba, pero dado que ninguno pudo ofrecer ayuda, la guarnición se rindió pacíficamente.
Tras la toma de la ciudad, Íñigo Navarro fue nombrado obispo de la refundada diócesis de Coria. Alfonso marchó entonces al norte hacia Salamanca, donde el abad cluniacense Pedro el Venerable le estaba esperando.